# Pinacle
Aquest article tracta del pinacle arquitectònic, per al joc vegeu Pinacle (joc)

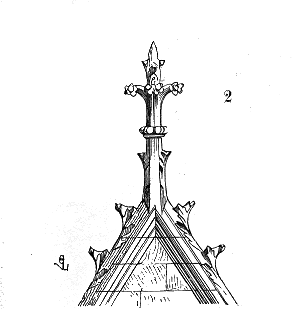
Pinacle.

Un pinacle és un element arquitectònic en forma de con, punxegut i, normalment, fet de pedra al capdamunt, com a coronament, dels contraforts d'una catedral. És característic de l'arquitectura gòtica.
Se solen fer de pedra, encara que també n'hi ha de plom. Té una funció principalment decorativa però també baixa les forces laterals que venen dels arcbotants perquè es tornin verticals i baixin pel seu pes. Dona una sensació de més altitud a l'edifici, una de les característiques de l'arquitectura gòtica. No obstant això, serveix igualment per reforçar amb el seu propi pes la resistència dels contraforts sobre els quals s'assenta, que de llur costat contraresten l'empenta dels arcbotants.